# Seriatopora stricta
Espèce
Statut CITES
Seriatopora stricta est une espèce de coraux appartenant à la famille des Pocilloporidae.